# Linda Leimane
Linda Leimane, née le 20 janvier 1989 à Dobele, est une compositrice lettone.

## Biographie
Linda Leimane étudie le piano à Dobele. Elle effectue sa formation musicale au département d'histoire et de théorie de la musique de l'école de musique Jāzeps Mediņš de 2004 à 2008, avec Tamāra Kalna et Andris Dzenītis pour la composition. Dans cette discipline, elle obtient son baccalauréat à l'Académie de musique lettone Jāzeps Vītols avec Rolands Kronlaks en 2008-2013. Dans le cadre d'un échange international, elle étudie également la composition et la musique électroacoustique au Conservatoire national supérieur de musique et de danse de Lyon en 2012-2013, avec Michèle Tadini, François Roux et Robert Pascal,.
Linda Leimane  suit des classes de maîtres sous la direction de Yann Robin en Autriche en 2014.
En 2012 et 2014, Leimane reçoit les premiers prix du concours de composition Pēteris Vasks. Elle reçoit le prix Tālivaldis Ķeniņš en 2013. La chaîne 3 Klasika de la radio lettone sélectionne son Panel symphonique 5 comme l'une des dix meilleures nouvelles compositions en 2013. La musique de Leimane est jouée dans différents pays  et sa composition Guesstimations est sortie en 2017, enregistrée par Sinfonietta Rīga (lv), dirigée par Normunds Šnē (lv).

## Œuvre
Le musicologue et homme de radio Dāvis Eņģelis, introduit le travail de Linda Leimane ainsi :

« Les mots clés de la musique de Leimane sont mouvement et geste. Elle se caractérise par une intensité et une brutalité élevées combinées à une palette de couleurs subtilement variée. »

— Dāvis Eņģelis
Orchestre
- Dialexica (2017) Œuvre dédiée au Sinfonietta Rīga[5].
- Enantiomorphic Chambers (2018)
- Gyrostasis pour orchestre et cinq voix (2018) sur un texte du poète letton, Semyon Khanin.
- Longing. Flashing. Bonding (2020)
- Ray-Bows (2021) Création le 6 mars 2021, par le Sinfonietta Rīga — à qui l'œuvre est dédiée —, dirigé par Normunds Šnē[5].

Musique de chambre
- Utopia-Dystopia pour violoncelle seul (2009) Création par Kārlis Klotiņš.
- Knock Knock, pour percussion (2013) Création Française le 6 janvier 2013 par Julien Pellegrini.
- Objects and Moods, pour alto et piano (2014) Création à Riga, le 27 mai 2014, par Darja Kozlitina (alto) et Roksana Kenžejeva.
- Magnetic Move, pour violon, hautbois, violoncelle et piano (2014) Création en Autriche, le 23 août 2014.
- Silhouettes. Behaviours, pour piano, violoncelle et percussion (2015)[6] Création le 8 août 2015 par l'ensemble Art-i-Shoc.
- Ophelia, pour flûte alto, clarinette basse, hautbois, violon, alto, violoncelle, piano et percussion (2018)
- Masculine, pour voix, violoncelle et piano (2020 seconde version)

Piano
- Flexibles (2012) Création à Riga, le 5 juin 2012, par Rihards Plešanovs.
- Refraction (2015)

## Discographie
- Silhouettes, Behaviours — Trio Art-i-Shock : Guna Šnē, violoncelle ; Agnese Egliņa, piano et Elīna Endzele, percussion (août 2017, LMIC/Skani 057) (OCLC 1105037660) — Dans Musique de chambre contemporaine de Lettonie, avec d'autres œuvres de chambre de Kristaps Pētersons, Platons Buravickis (lv), Georgs Pelēcis, Andris Vecumnieks, Rihards Dubra et Zigmars Liepiņš (en).
- Dialexica – Sinfonietta Rīga (2018, Rīga Latvian Music Information Centre) (OCLC 1091893091) — Avec des œuvres de Jānis Zālītis, Juris Karlsons, Maija Einfelde, Pēteris Plakidis et Pēteris Vasks.
- Guesstimations — Sinfonietta Rīga, dir. Normunds Šnē (lv) (juin 2017, LMIC/Skani 059) (OCLC 1082519766) — avec des œuvres pour orchestre de Andris Dzenītis (Sinfonietta, 2014) et Anitra Tumševica (lv) (Die Stimme, 2012).
- Ray-Bows — (juillet 2021, LMIC/Skani 130) — avec d'autres œuvres avec saxophone de Andris Dzenītis (Euphoria, 2017), Platons Buravickis (lv) (Concerto pour Saxophone Plastmasas temperatūra (« Température des plastiques »), 2019) et Ruta Paidere (Tempera, 2012).